# Stereomicrometro

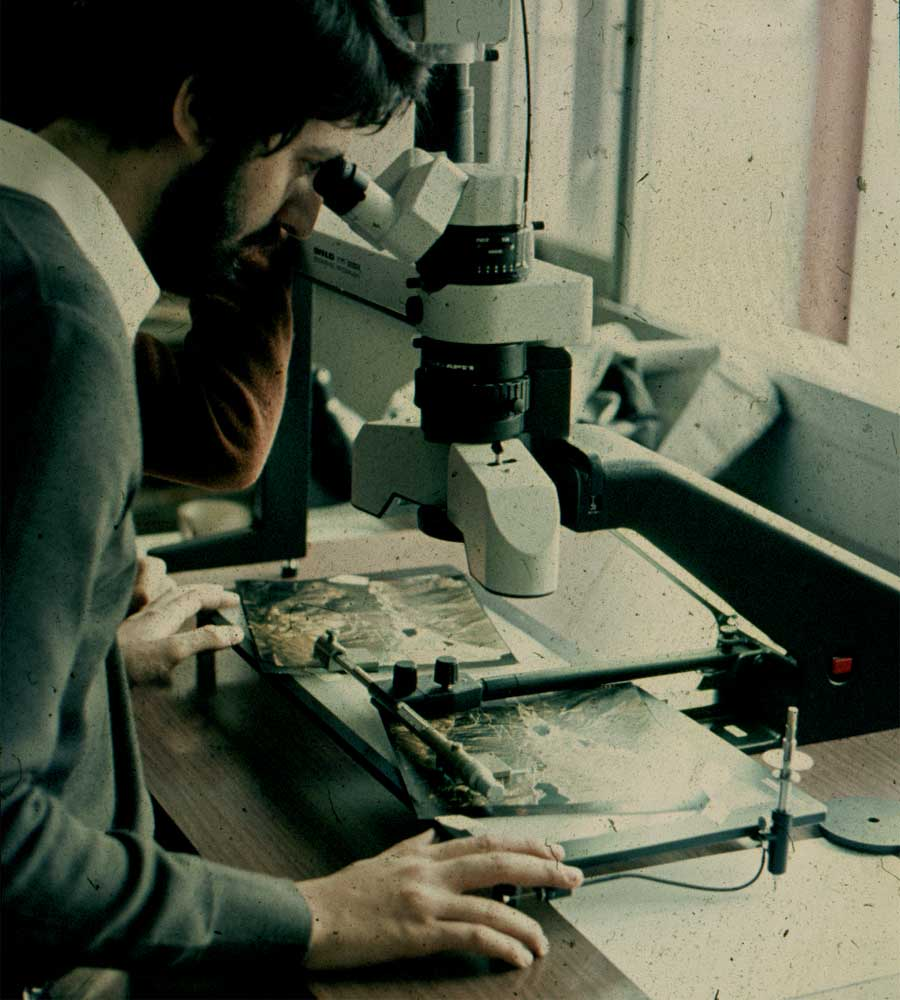
Stereoscopio a ingrandimento variabile Wild APT1 con stereomicrometro

Lo stereomicrometro è uno strumento di misura utilizzato in fotogrammetria architettonica costituito da una piccola barra dotata, agli estremi, di due vetrini con marche di riferimento.

## Principio di funzionamento
In una coppia di fotogrammi stereometrici, se si allineano le due immagini su di un piano, ponendo  a destra quella ripresa da destra e  a sinistra quella di sinistra, si può notare facilmente che, nella scena fotografata, le immagini corrispondenti di un oggetto posto più vicino alla fotocamera distano fra di loro meno di quelle di un oggetto posto più lontano.
Per misurare  questa variazione di distanza, tra i punti corrispondenti, si usa  La lunghezza della barra può essere variata e questa variazione può essere misurata con la precisione del centesimo di millimetro. Questo strumento risulta particolarmente utile in presenza di fotogrammi aerei e consente di misurare la differenza di quota tra i punti rappresentati sui fotogrammi stessi.

## Stereoscopio Wild APTI
Lo stereoscopio Wild APTI, utilizzato, nel 1980, nel laboratorio di fotogrammetria architettonica della Facoltà d'Ingegneria di Bari, dai giovani del "progetto Trulli" per il censimento dei trulli della Valle d'Itria.
In questa foto si può vedere lo stereomicrometro, fissato alla base dello strumento, con i due vetrini poggiati sulla coppia stereo delle fotografie aeree. Variando, tramite la vite micrometrica, la distanza tra i vetrini e guardando negli oculari, si può notare la fusione dei due riferimenti in quella che, in fotogrammetria, viene chiamata marca mobile, la cui quota aumenta o diminuisce in maniera inversa alla distanza tra i riferimenti.
Se si fissa la distanza quando la marca mobile appare poggiata sul terreno e si sposta il piano luminoso in modo che la marca non si stacchi mai dal terreno, la matita, collegata al piano luminoso, disegna una curva di livello, cioè una linea che collega tutti i punti del terreno posti alla stessa quota.